# Renegades
Renegades je prvi album s obradama američke rap metal grupe Rage Against the Machine, a ujedno i njihovo posljednji studijski album. Na albumu se nalaze obrade pjesama raznih izvođača: The Rolling Stones, Bruce Springsteen, Bob Dylan, Cypress Hill... 
Album je izdan 2000. godine, nakon što je pjevač Zack de la Rocha napustio grupu. Nakon toga su preostala tri člana grupe, zajedno s pjevačem Chrisom Cornellom osnovali grupu Audioslave.

## Ilustracije
Omot albuma je parodija na pop art djelo LOVE Robert Indiana, s riječju „ljubav” zamijenjen s "rage” i sa slovom G u donjem lijevom kutu ukošenim (u izvornom skulpture, koso slovo O je u gornjem desnom kutu). Album je objavljen s četiri različite verzije naslovnice: crvenim slovima s crnom i plavom ili zelenom pozadinom ili s prebačenom crvenom i crnom. Na pakiranju albuma nalazi se i pjesma Josha Koppela. Umjetničko djelo završava fotografijom američke novčanice od jednog dolara s porukom "Ti nisi rob" na poleđini.

## Popis pjesama
U zagradi se nalaze originalni izvođači pjesme i album na kojem se ta pjesma pojavila
1. "Microphone Fiend" (Eric B. & Rakim: Follow The Leader) – 5:03
2. "Pistol Grip Pump" (Volume 10: Hip-Hopera) – 3:19
3. "Kick out the Jams" (MC5: Kick Out the Jams) – 3:11
4. "Renegades of Funk" (Afrika Bambaataa: Planet Rock) – 4:36
5. "Beautiful World" (Devo: New Traditionalists) – 2:35
6. "I'm Housin'" (EPMD: Strictly Business) – 4:57
7. "In My Eyes" (Minor Threat: In My Eyes) – 2:54
8. "How I Could Just Kill a Man" (Cypress Hill: Cypress Hill) – 4:08
9. "The Ghost of Tom Joad" (Bruce Springsteen: The Ghost of Tom Joad) – 5:38
10. "Down on the Street" (The Stooges: Fun House) – 3:39
11. "Street Fighting Man" (Rolling Stones: Beggars Banquet) – 4:43
12. "Maggie's Farm" (Bob Dylan: Bringing It All Back Home) – 6:55
13. "Kick Out the Jams" (uživo) - 4:31 *
14. "How I Could Just Kill a Man" (uživo) – 4:31 *

- Bonus pjesme na izdanjima za europsko i australsko tržište.

## Singlovi
- "Guerrilla Radio" - 1999
- "Sleep Now in the Fire" - 2000
- "Testify" - 2000
- "Calm Like a Bomb" - 2000

## Izvođači
- Zack de la Rocha – pjevač
- Tom Morello – gitara
- Tim Commerford – bas-gitara
- Brad Wilk – bubnjevi

## Top ljestvice

### Albuma
| Godina | Ljestvica               | Pozicija |
| ------ | ----------------------- | -------- |
| 2000.  | The Billboard 200       | #14      |
| 2000.  | Top Internet Albumi     | #14      |
| 2000.  | UK Top Ljestvica Albuma | #71      |

### Singlova
| Godina | Singl                         | Ljestvica              | Pozicija |
| ------ | ----------------------------- | ---------------------- | -------- |
| 2000.  | "Renegades of Funk"           | Modern Rock Tracks     | #9       |
| 2000.  | "Renegades of Funk"           | Mainstream Rock Tracks | #19      |
| 2001.  | "How I Could Just Kill A Man" | Modern Rock Tracks     | #37      |
| 2001.  | "How I Could Just Kill A Man" | Mainstream Rock Tracks | #39      |

## Vanjske poveznice
- allmusic.com  Arhivirana inačica izvorne stranice od 12. listopada 2007. (Wayback Machine) - Renegades